# Michael Artin
Michael Artin (nacido el 28 de junio de 1934) es un matemático estadounidense y profesor emérito en el Instituto de Tecnología de Massachusetts departamento de matemáticas, conocido por sus contribuciones a la geometría algebraica, también reconocido como uno de los destacados profesores en su campo.

## Vida y carrera
Artin nació en Hamburgo, Alemania, y creció en Indiana. Sus padres eran Natalia Naumovna Jasny (Natascha) y Emil Artin, algebrista preeminente del siglo XX. Los padres de Artin habían abandonado Alemania en 1937 , debido a que el abuelo materno de Michael Artin era judío.
Artin realizó sus estudios de pregrado en la Universidad de Princeton, recibiendo una licenciatura en 1955; Luego se trasladó a la Universidad de Harvard, donde recibió un doctorado en 1960 bajo la supervisión de Oscar Zariski, con una tesis sobre la clasificación de las superficies algebraicas en  geometría algebraica de Federigo Enriques.
A principios de 1960 Artin pasó un tiempo en la IHÉS en Francia, lo que contribuye a los volúmenes SGA4 del Seminario de géométrie algébrique, en la teoría de topos y cohomología étale. Su trabajo sobre el problema de la caracterización de los factores representables en la categoría de acción ha llevado a la aproximación teorema de Artin, en álgebra local. Este trabajo también dio origen a las ideas de un espacio algebraica y la pila algebraica , y ha demostrado ser muy influyente en la teoría de los módulos. Además, ha hecho contribuciones a la teoría de la deformación de las variedades algebraicas. Actualmente se encuentra trabajando en los anillos no conmutativos, especialmente los aspectos geométricos.

## Premios y membresías
En 2002, ganó el Premio anual Leroy Steele de la Sociedad Estadounidense de Matemática por su trayectoria artística. En 2005, fue galardonado con la Medalla del Centenario de Harvard. En 2013 ganó el Premio Wolf en Matemáticas. Él es también un miembro de la Academia Nacional de Ciencias de Estados Unidos y miembro de la Academia Estadounidense de las Artes y las Ciencias (1969),) la Asociación Estadounidense para el Avance de la Ciencia, la Sociedad Industrial y Matemáticas Aplicadas, y la Sociedad Estadounidense de Matemática.

## Libros

### Como autor
- En colaboración con Barry Mazur: Etale homotopy. Berlin; Heidelberg; New York: Springer. 1969.
- Algebraic spaces. New Haven: Yale University Press. 1971.
- Théorie des topos et cohomologie étale des schémas. Berlin; New York: Springer-Verlag. 1972.
- En colaboración con Alexandru Lascu & Jean-François Boutot: Théorèmes de représentabilité pour les espaces algébriques. Montréal: Presses de l'Université de Montréal. 1973.
- Con apuntes de C.S. Sephardi & Allen Tannenbaum: Lectures on deformations of singularities. Bombay: Tata Institute of Fundamental Research. 1976.
- Algebra. Englewood Cliffs, N.J.: Prentice Hall. 1991. 2nd edition. Boston: Pearson Education. 2011.[8]